# Тапильский, Сила Степанович
Сила Степанович Тапильский (1817—1873) — российский педагог, историк церкви и протоиерей Русской православной церкви; магистр богословия.

## Биография
Сила Тапильский родился в 1817 году в селе Борце, Сапожковского уезда, Рязанской губернии, в семье причетника. Учился в Рязанской духовной семинарии, по окончании курса которой, как один из лучших учеников, послан был в 1839 году в Санкт-Петербургскую духовную академию, которую успешно окончил со степенью магистра богословских наук и 31 января 1845 года был оставлен при СПбДА бакалавром по классу Священного писания, которое преподавал до 1847 года, когда оставил академию.
20 сентября 1846 года Сила Степанович Тапильский был рукоположен во священники и определён к церкви Марии Магдалины при Мариинском институте, при котором состоял и законоучителем.
В мае 1849 года С. Тапильский был перемещён приходским священником к Церкви Покрова Пресвятой Богородицы, 14 января 1860 года он был назначен настоятелем этой церкви и членом Петербургской духовной консистории, а 5 сентября того же года был произведен в протоиереи.
В декабре 1860 года Тапильский С. С. был перемещен протоиереем Морского Богоявленского Николаевского собора.
Состоял членом комитета Петербургской консистории и старшим членом и председательствующим комитета богадельни для вдов и сирот лиц духовного звания.
С. С. Тапильский работал и писал главным образом по истории петербургского духовенства; большинство его трудов, при жизни автора, остались неизданными. Им был напечатан «Справочный указатель соборов и церквей Петербургской епархии и состоящих при них священнослужителей и приходов», а в «Историко-статистических сведениях о Петербургской епархии» (выпуск II) помещено его «Описание Морского Богоявленского Николаевского собора». В архиве Священного синода хранятся в рукописи следующие его труды и собранные им материалы: «Записки по Священному Писанию», лекции, прочитанные в Петербургской духовной академии; «Беседы катехизические» за 1851 год; «Петербургские соборы, церкви и духовенство» (несколько связок и переплетов); «Дела, относящиеся к Рязанской епархии», в которых имеются и древнейшие грамоты, договоры, указы, «Указы различных времен — копии с данных», по истории петербургской епархии.
Сила Степанович Тапильский умер 15 (27) декабря 1873 года в городе Санкт-Петербурге.